# Biblioteca Sainte-Geneviève
La biblioteca di Sainte-Geneviève è una biblioteca pubblica ed universitaria situata a place du Panthéon nel V arrondissement di Parigi. L'edificio fu progettato dall'architetto Henri Labrouste. I lavori di costruzione iniziarono nel 1838 e terminarono nel 1850.
Rappresenta un'innovazione in riferimento al periodo: si tratta di una tipologia edilizia nuova i cui canoni estetici e strutturali non sono stati ancora definiti e perciò di "libera interpretazione".

## Progetto
La pianta dell'edificio è un rettangolo lungo e stretto.
Al pianterreno sono disposti il magazzino dei libri, una sala di libri rari e l'amministrazione.
Al primo piano è situata la sala lettura, separata in due navate da una fila di colonne in ghisa che sostengono le arcate della copertura.

La facciata, di aspetto neorinascimentale italiano, è formata da una serie di finestre ad arco al pianoterra e da una serie di arcate più ampie che illuminano la sala di lettura; sotto di esse si trovano una serie di piccole aperture rettangolari che permettono l'aerazione alla seconda fila di scaffali all'interno di un piccolo corridoio, all'epoca buio, per un maggior ricircolo d'aria, al fine di mantenere costante l'umidità dei libri medesimi.

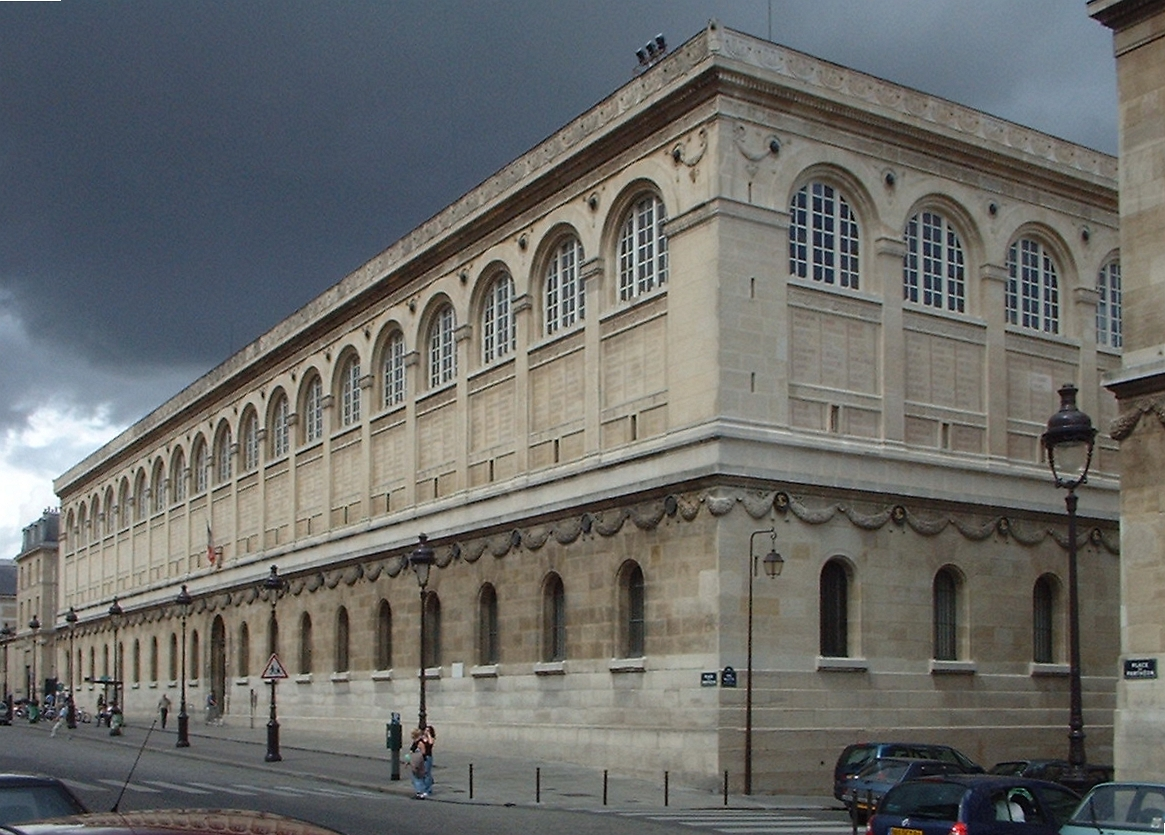
Veduta della biblioteca

Le pareti sono caratterizzate dall'incisione del nome degli autori più importanti, i cui testi sono raccolti nella biblioteca; questo con lo scopo, sia di dare importanza all'edificio, sia per decorarne l'esterno.
Henri Labrouste non si limita al progetto della struttura, ma anche a quello dell'arredamento in modo che quest'ultimo possa adattarsi all'edificio ed assolvere a pieno la sua funzione.
Labrouste, succedendo a Visconti, terminerà nel 1853 anche i lavori per la Biblioteca Nazionale di Parigi, dove riprende il tema delle colonne di ghisa per la sala lettura.